# Life Goes On (canción de BTS)
«Life Goes On» (en español: «La vida continúa») es una canción del grupo surcoreano BTS. Fue lanzada por Big Hit Entertainment y Columbia Records el 20 de noviembre de 2020 como el sencillo principal de su quinto álbum de estudio en coreano Be.

## Antecedentes
Tras el aplazamiento de su gira Map of the Soul debido a la pandemia de COVID-19, el grupo comenzó a trabajar en un nuevo álbum. El 27 de septiembre de 2020, el sello de la banda anunció oficialmente que se titularía Be  e indicó a través de un comunicado de prensa que el disco «imparte un mensaje de curación al mundo al declarar: "Incluso frente a esta nueva normalidad, nuestra vida continúa"». Un mes después se reveló que «Life Goes On» sería el sencillo principal con el que se promocionaría.
«Life Goes On» ha sido descrita como una canción de hip hop alterntivo y synth-pop con base en la melodía de una guitarra acústica.

## Recibimiento comercial
«Life Goes On» debutó en la primera posición de la Billboard Hot 100, con lo que se convirtió en el tercer sencillo número uno de la banda en Estados Unidos. Como resultado, el grupo llegó a ser el que más rápido obtuvo tres canciones número uno desde Bee Gees, que lo hizo entre 1977-78. También es el primer tema en un idioma diferente al inglés en encabezar la Hot 100, ya que está cantado en su mayor parte en coreano.

## Posicionamiento en listas
| Lista (2020)                                  | Mejor posición |
| --------------------------------------------- | -------------- |
| Alemania (Official German Charts)             | 37             |
| Argentina (Argentina Hot 100)                 | 59             |
| Austria (Ö3 Austria Top 40)                   | 34             |
| Australia (ARIA)                              | 27             |
| Bélgica (Flandes) (Ultratip Bubbling Under)   | 16             |
| Canadá (Hot 100)                              | 8              |
| Corea del Sur (Gaon)                          | 3              |
| España (PROMUSICAE)                           | 76             |
| Estados Unidos (Billboard Hot 100)            | 1              |
| Estados Unidos (Billboard Digital Song Sales) | 1              |
| Estados Unidos (Rolling Stone Top 100)        | 11             |
| Francia (SNEP)                                | 80             |
| Global 200 (Billboard)                        | 1              |
| Global Excl. U.S. (Billboard)                 | 1              |
| Irlanda (IRMA)                                | 19             |
| Italia (FIMI)                                 | 61             |
| Japón (Japan Hot 100)                         | 10             |
| México (Billboard Mexico Airplay)             | 50             |
| México (Billboard Mexico Ingles Airplay)      | 14             |
| Nueva Zelanda (Recorded Music NZ)             | 33             |
| Países Bajos (Mega Single Top 100)            | 71             |
| Reino Unido (OCC)                             | 10             |
| Suecia (Sverigetopplistan)                    | 87             |
| Suiza (Schweizer Hitparade)                   | 23             |

| Lista (2020)         | Mejor posición |
| -------------------- | -------------- |
| Corea del Sur (Gaon) | 188            |

## Certificaciones y ventas
| Estados Unidos (RIAA) | Oro     | 500 000     |
| Streaming             |         |             |
| Japón (RIAJ)          | Platino | 100 000 000 |

## Historial de lanzamiento
| País           | Fecha                   | Formato                    | Sello            | Ref.          |
| -------------- | ----------------------- | -------------------------- | ---------------- | ------------- |
| Varios         | 20 de noviembre de 2020 | Descarga digital streaming | Big Hit Columbia |               |
| Estados Unidos | 20 de noviembre de 2020 | 7" Casete                  | Columbia         | [ 34 ] [ 35 ] |